# Дем'янівка (Полтавський район)
Дем'яні́вка — село в Україні, у Великорублівській сільській громаді Полтавського району Полтавської області. Населення становить 45 осіб. До 2020 орган місцевого самоврядування — Малорублівська сільська рада.

## Населення

### Мова
Розподіл населення за рідною мовою за даними перепису 2001 року:
| Мова       | Кількість | Відсоток |
| ---------- | --------- | -------- |
| українська | 44        | 97.78%   |
| російська  | 1         | 2.22%    |
| Усього     | 45        | 100%     |

## Географія
Село Дем'янівка знаходиться на правому березі річки Мерла, вище за течією примикає село Мала Рублівка, нижче за течією на відстані 1,5 км розташоване село Лихачівка. До села примикає лісовий масив. Поруч проходить автомобільна дорога Н12 (Т 1701).

## Історія
Дата заснування - 1718 рік
12 червня 2020 року, відповідно до розпорядження Кабінету Міністрів України № 721-р «Про визначення адміністративних центрів та затвердження територій територіальних громад Полтавської області», село увійшло до складу Великорублівської сільської громади.
19 липня 2020 року, в результаті адміністративно - територіальної реформи та ліквідації  Котелевського району, село увійшло до складу новоутвореного Полтавського району.